# Карлайл (тауншип, Миннесота)
Карлайл (англ. Carlisle) — тауншип в округе Оттер-Тейл, Миннесота, США. На 2000 год его население составило 219 человек.

## География
По данным Бюро переписи населения США площадь тауншипа составляет 92,3 км², из которых 90,2 км² занимает суша, а 2,1 км² — вода (2,27 %).

## Демография
По данным переписи населения 2000 года здесь находились 219 человек, 71 домохозяйство и 59 семей.  Плотность населения —  2,4 чел./км².  На территории тауншипа расположено 77 построек со средней плотностью 0,9 построек на один квадратный километр. Расовый состав населения: 98,17 % белых и 1,83 % приходится на две или более других рас. Испанцы или латиноамериканцы любой расы составляли 1,37 % от популяции тауншипа.
Из 71 домохозяйств в 43,7 % воспитывались дети до 18 лет, в 73,2 % проживали супружеские пары, в 8,5 % проживали незамужние женщины и в 15,5 % домохозяйств проживали несемейные люди. 14,1 % домохозяйств состояли из одного человека, при том 4,2 % из — одиноких пожилых людей старше 65 лет. Средний размер домохозяйства — 3,08, а семьи — 3,43 человека.
33,3 % населения — младше 18 лет, 7,8 % — в возрасте от 18 до 24 лет, 23,7 % — от 25 до 44, 22,4 % — от 45 до 64, и 12,8 % — старше 65 лет. Средний возраст — 38 лет. На каждые 100 женщин приходилось 100,9 мужчин.  На каждые 100 женщин старше 18 приходилось 105,6 мужчин.
Средний годовой доход домохозяйства составлял 41 500 долларов, а средний годовой доход семьи —  48 438 долларов. Средний доход мужчин —  28 750  долларов, в то время как у женщин — 20 000. Доход на душу населения составил 15 094 доллара. За чертой бедности находились _ семей и _ всего населения тауншипа, из которых _ — люди моложе 18 и старше 65 лет.